# Minirhodacarellus minimus
Minirhodacarellus minimus är en spindeldjursart som först beskrevs av Wolfgang Karg 1961.  Minirhodacarellus minimus ingår i släktet Minirhodacarellus och familjen Rhodacaridae. Inga underarter finns listade i Catalogue of Life.